# Lac Kabwe
Lac Kabwe är en sjö längs floden Lualaba i Kongo-Kinshasa. Den ligger i provinsen Haut-Lomami, i den södra delen av landet, 1 300 km öster om huvudstaden Kinshasa. Arean är 99 kvadratkilometer. Den sträcker sig 15,6 kilometer i nord-sydlig riktning, och 12,5 kilometer i öst-västlig riktning.